# Niako (Burkina-Faso)
Pour les articles homonymes, voir Niako.
Niako est une commune située dans le département de Barani de la province de Kossi au Burkina Faso.